# Potentilla sphenophylla
Potentilla sphenophylla är en rosväxtart som beskrevs av Th. Wolf.. Potentilla sphenophylla ingår i Fingerörtssläktet som ingår i familjen rosväxter. Inga underarter finns listade i Catalogue of Life.